# Trigoniulus dissentaneus
Trigoniulus dissentaneus är en mångfotingart som först beskrevs av Karsch 1881.  Trigoniulus dissentaneus ingår i släktet Trigoniulus och familjen Trigoniulidae. Inga underarter finns listade i Catalogue of Life.